# Tieschen
Tieschen est une commune autrichienne du district de Südoststeiermark en Styrie.